# Шигирли
Шигирли́ (каз. Шығырлы) — село у складі Темірського району Актюбінської області Казахстану. Входить до складу Аксайського сільського округу.
До 1999 року село називалось Бородіновка.
Населення — 298 осіб (2021; 475 у 2009, 658 у 1999, 834 у 1989).